# Vaughan Jones
Sir Vaughan Frederick Randal Jones (født 31. december 1952, død 6. september 2020) var en newzealandsk matematiker, der er kendt for sit arbejde på von Neumann-algebraer, knudepolynomier og konform feltteori. Han blev tildelt Fieldsmedaljen i 1990, hvor han vakte opsigt ved at bære en newzealandsk rugbytrøje ved prisuddelingen. Jones var til sin død i 2020 professor ved University of California, Berkeley samt Distinguished Alumni Professor ved University of Auckland.
Jones blev født i Gisborne, New Zealand, voksede op i Cambridge, New Zealand og gik på Auckland Grammar School. Han opnåede en B.Sc. fra University of Auckland i 1972 og en M.Sc. fra samme sted i 1973. Herefter rejste han til Schweiz og færdiggjorde sin Ph.D. på Université de Genève i 1979. Hans afhandling, Actions of finite groups on the hyperfinite II1 factor, blev skrevet under vejledning af André Haefliger. I 1980 flyttede han til USA, hvor han underviste på University of California, Los Angeles i perioden 1980 – 1981 og på University of Pennsylvania i perioden 1981 – 1985, indtil han blev ansat som professor i matematik på University of California, Berkeley.
Hans arbejde på knudepolynomier, som førte til opdagelsen af hvad, der nu kaldes Jonespolynomiet, skete fra uventet kant med rødder i teorien om von Neumann-algebraer; et område i analyse, der blev udviklet af Alain Connes. Det førte til løsningen af en række klassiske problemer i knudeteori og en forøget interesse i lavdimensional topologi.